# Stal Makiejewka (piłka nożna kobiet)
ŻFK Stal Makiejewka (ukr. ЖФК «Сталь» Макіївка) – ukraiński klub piłki nożnej kobiet, mający siedzibę w mieście Makiejewka, na wschodzie kraju, grający w latach 1994–1997 w rozgrywkach piłkarskiej Wyższej Ligi.

## Historia
Chronologia nazw:
- 1994: Stal Makiejewka (ukr. ЖФК «Сталь» Макіївка)
- 1997: Stal-Nika-MMK Makiejewka (ukr. ЖФК «Сталь-Ніка-ММК» Макіївка)
- 1997: klub rozwiązano

Klub piłkarski Stal został założony w Makiejewce w 1994 roku i reprezentował miejscowy zakład metalurgiczny. W 1994 drużyna piłkarska kobiet debiutowała w Wyższej Lidze Ukrainy, zajmując piątą pozycję w tabeli końcowej. W 1996 zespół osiągnął swój największy sukces, zdobywając brązowe medale mistrzostw Ukrainy. W sezonie 1997 klub występował z nazwą sponsorów Stal-Nika-MMK.  Jednak po zakończeniu sezonu z powodów finansowych klub został rozwiązany.

## Barwy klubowe, strój, herb, hymn
|  |  |

Klub ma barwy pomarańczowo-czarne. Piłkarki domowe spotkania zazwyczaj grają w pomarańczowych koszulkach, czarnych spodenkach oraz pomarańczowych getrach.

## Sukcesy

### Trofea międzynarodowe
Nie uczestniczył w rozgrywkach europejskich (stan na 31-05-2021).

### Trofea krajowe
| \| \| Zdobyte trofea w rozgrywkach Ukrainy (stan na: 31-05-2021) \| |                                                            |      |          |
| Rozgrywki                                                           | Osiągnięcie                                                | Razy | Sezon(y) |
| Mistrzostwo                                                         | I miejsce                                                  | 0    |          |
| Mistrzostwo                                                         | II miejsce                                                 | 0    |          |
| Mistrzostwo                                                         | III miejsce                                                | 1    | 1996     |
| Puchar                                                              | zdobywca                                                   | 0    |          |
| Puchar                                                              | finalista                                                  | 0    |          |
| Puchar                                                              | półfinalista                                               | 1    | 1995     |
| II liga                                                             | I miejsce                                                  | 0    |          |
| II liga                                                             | II miejsce                                                 | 0    |          |
| II liga                                                             | III miejsce                                                | 0    |          |
| Ukraina                                                             | Zdobyte trofea w rozgrywkach Ukrainy (stan na: 31-05-2021) |      |          |

## Poszczególne sezony

### Rozgrywki międzynarodowe

#### Europejskie puchary
Nie uczestniczył w rozgrywkach europejskich (stan na 31-05-2021).

### Rozgrywki krajowe
| \| Ukraina \| Bilans występów klubu w rozgrywkach piłkarskich Ukrainy (Stan na 31 maja 2021 r.) \| \| |                                                                                   |        |       |   |   |   |    |    |     |           |        |        |      |
| Poziom                                                                                                | Rozgrywki                                                                         | Sezony | Mecze | Z | R | P | B+ | B– | Pkt | Lata      | Awanse | Spadki | Naj. |
| I | Wyszcza liha                                                                      | 4      |       |   |   |   |    |    |     | 1994–1997 | 0      | 0      | 3    |
| II | Persza liha                                                                       | 0      |       |   |   |   |    |    |     |           | 0      | 0      |      |
| | Puchar Ukrainy                                                                    | 4      |       |   |   |   |    |    |     | 1994–1997 | 0      | 0      | 1/2  |
| Ukraina                                                                                               | Bilans występów klubu w rozgrywkach piłkarskich Ukrainy (Stan na 31 maja 2021 r.) |        |       |   |   |   |    |    |     |           |        |        |      |

## Struktura klubu

### Stadion
Klub rozgrywał swoje mecze domowe na stadionie Stadion Awanhard w Makiejewce, który może pomieścić 1000 widzów.